# Thèbes (Grèce)
Pour les articles homonymes, voir Thèbes.
Thèbes (en grec ancien Θῆϐαι / Thễbai au pluriel, en grec moderne Θήβα / Thíva) est une ville grecque de Béotie, siège du « dème des Thébains ».
Elle fut dans l'Antiquité l'une des principales cités de Grèce avec Athènes et Sparte, et est liée à de très nombreux mythes antiques. Elle était surnommée « la ville aux sept portes ».

## Démographie
La ville comptait 22 883 habitants en 2011, et 25 845 pour l'ensemble du district municipal. Ses habitants sont dénommés les Thébains.

## Histoire
La position centrale de Thèbes, dans une région au relief peu escarpé, en faisait le croisement naturel des routes qui reliaient le golfe de Corinthe et l’Attique à la Grèce-Centrale et à l’Eubée, d’où son importance économique et militaire.

### Préhistoire
La ville fut fondée à l'Âge du bronze et a livré des vestiges de l'époque mycénienne, des armes, de l'ivoire et des tablettes d’écritures.
Marcus Terentius Varron, dans son De re rustica, datant d'environ 37 av. J.-C., écrit que « la plus ancienne de toutes les cités est par tradition une ville grecque, Thèbes en Béotie, fondée par le roi Ogygès » (III, I.2). Il précise qu'elle a été fondée il y a « environ 2 100 ans, avant le déluge » (III, 1.3), ce qui situerait cette fondation vers 2140 av. J.-C.

### Antiquité

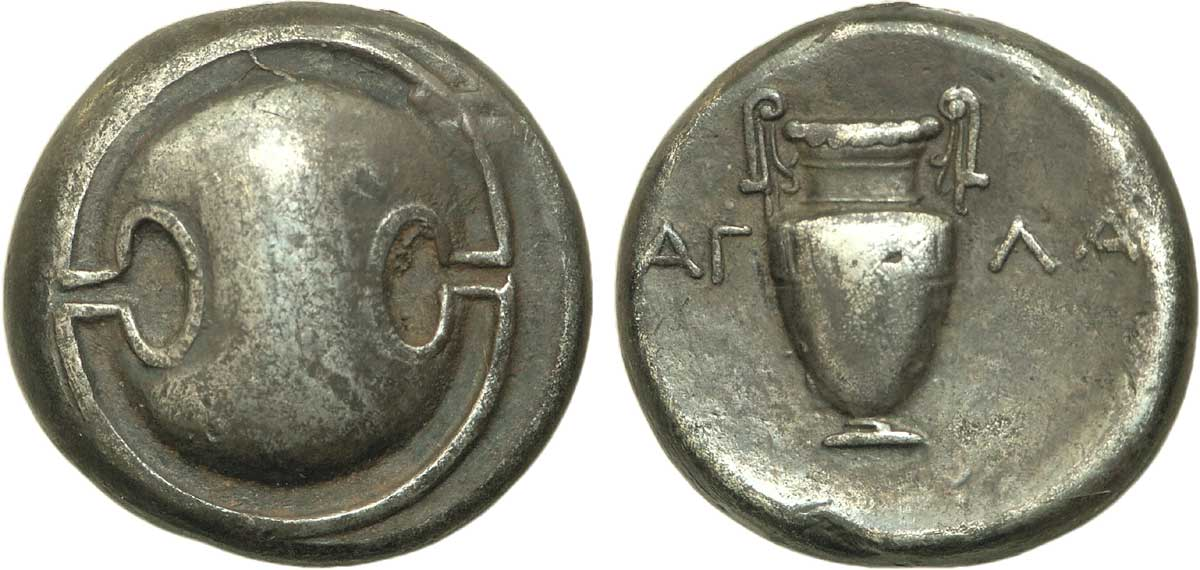
Statère thébain au bouclier et au cratère. Date : c. 360 AC. Nom de l'atelier/ville : Thèbes.
Le bouclier béotien se rencontre aussi dans d'autres villes de Béotie, en revanche le vase du revers n'apparaît surtout qu'à Orchomène, détruite par Thèbes en 364 av. J.-C.
Le cratère est un grand vase largement ouvert qui servait pour les repas et les sacrifices et dans lequel le vin et l'eau étaient mélangés. On remplissait les coupes avec une louche (cyalthos). Ce type de vase avec deux grandes anses porte aussi le nom de diota (« à deux oreilles »).

La cité a livré peu d'élément des périodes les plus hautes de l'Antiquité grecque (les siècles dit "obscurs", allant de 1200 à 800 av. J.-C.). À cette époque, le monde grec est divisé en communautés rurales belliqueuses dont le souvenir a été préservé dans les épopées homériques et Thèbes fait déjà partie des principales cités de Béotie. Le milieu du XIe siècle av. J.-C. marque le début d'une vague de migration de colons grecs vers le Proche-Orient. La fin de ce siècle est marquée par le passage du monde grec de l'âge du bronze à celui du fer. C'est au VIIe siècle av. J.-C. que Thèbes s'impose définitivement comme principale puissance de la région. Très vite, elle montre des tendances hégémoniques sur celle-ci : la Ligue béotienne, centrée sur Thèbes est fondée au milieu du VIe siècle av. J.-C. Les périodes archaïque et classique furent marquées par une rivalité avec Athènes, notamment lors de l'affaire de Platées. Vers -519, Thèbes s’attaque à Platées, qu’elle cherchait à dépouiller de son indépendance et rattacher à la Ligue béotienne (cette ville faisait partie d’une ligue distincte à laquelle se rattachaient les bourgades agricoles). Elle n’acceptait pas l’hégémonie thébaine et se tournait vers Athènes. Platées cherchait d’abord à obtenir l’aide d’une armée lacédémonienne qui, placée sous les ordres de Cléomène Ier, se trouvait alors dans la région, mais arguant de la longue distance qui séparait la Béotie de Lacédémone, les Spartiates conseillèrent aux Platéens de solliciter plutôt l’appui d’Athènes, plus proche de leur territoire et plus à même de les défendre. La sauvegarde de l’indépendance platéenne devant fortifier la sécurité d’Athènes, car en cas de victoire de Thèbes, les frontières de son territoire se seraient rapprochées de l'Attique.
On entrevoit un arrangement pacifique ; des Corinthiens qui se trouvaient sur les lieux intervinrent et furent pris pour arbitres par les deux parties, et délimitèrent les territoires. Cela donnait satisfaction aux Platéens sans amoindrir Thèbes, mais les ambitions de cette dernière subissaient un échec.
Loin de s’incliner devant l’arbitrage auquel ils avaient consenti, ils s’attaquèrent aux Athéniens mais la riposte athénienne fut victorieuse. Platées garda son territoire et il fut même agrandi grâce à cette victoire d’Athènes.
Vers -506, Thèbes alliée aux Béotiens et aux Spartiates subit à Euripe une nouvelle défaite face à Athènes.
Lors des guerres médiques, Thèbes s’attire l'hostilité des autres Grecs en s’alliant aux Perses menés par Xerxès Ier.

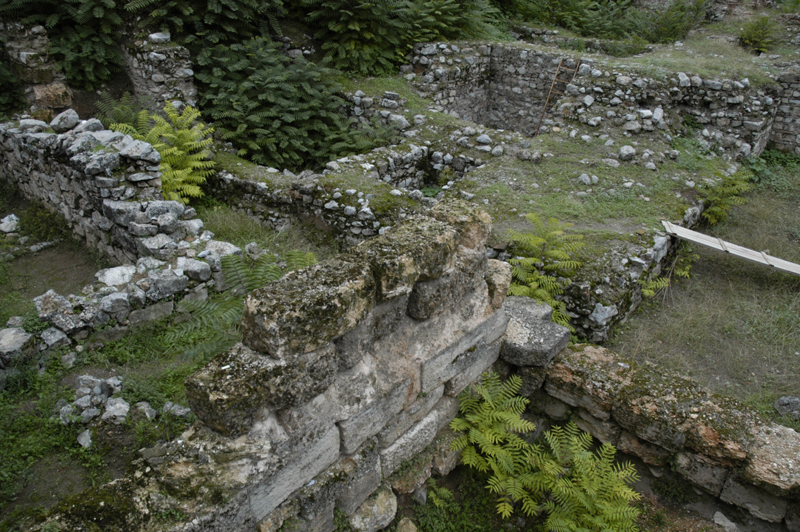
Ruines de la Cadmée à Thèbes.

Au cours de la guerre du Péloponnèse, les Thébains s’allient à Sparte contre Athènes et font preuve de cruauté envers les Platéens (Platées est rasée en -427).
Au IVe siècle, Thèbes s’allie à Athènes, Corinthe et Argos contre Sparte au cours de la guerre de Corinthe (396-388). Le traité d'Antalcidas (ou koiné eiréne) est signé en 387 av. J.-C., mettant ainsi un terme à la guerre.
En -382, elle est prise par surprise par un commando spartiate qui l’occupe jusqu'en -379.
De -379 à -374, Thèbes résiste aux assauts de Sparte et chasse les Spartiates hors de Béotie.
De -374 à -371, Thèbes soumet toute la Béotie aux prix d’exactions certaines : destruction de Platées, de Tanagra et de Thespies.
De -371 (bataille de Leuctres) à -362 (mort d'Epaminondas), Thèbes connaît son apogée : c’est l’hégémonie thébaine. En -370, elle est la première cité dans l’histoire à envahir et à piller la Laconie sans toutefois réussir à prendre Sparte, vaillamment défendue par les Spartiates malgré l’absence de murailles. Elle libère la Messénie, refonde la cité de Messène, relève la ville de Mantinée et fonde la cité de Mégalopolis. De -366 à -364, elle trouble l'hégémonie d'Athènes sur la mer Égée en lançant une flotte de 100 navires. Malheureusement pour elle, cette aventure s'arrête avec la mort de son général (Epaminondas), tué par les Spartiates à la bataille de Mantinée (-362), le général Pélopidas étant mort deux ans plus tôt.
Battue à Chéronée (-338) avec Athènes par Philippe II, elle se révolte en -335 à la mort de ce dernier et est alors détruite par Alexandre.
Elle est reconstruite en -316 par Cassandre. Malgré cela, Thèbes ne retrouvera jamais sa place dominante en Béotie.
En -293, Démétrios Ier Poliorcète assiège Thèbes. La ville retrouve son indépendance en -287.

### Moyen  Âge

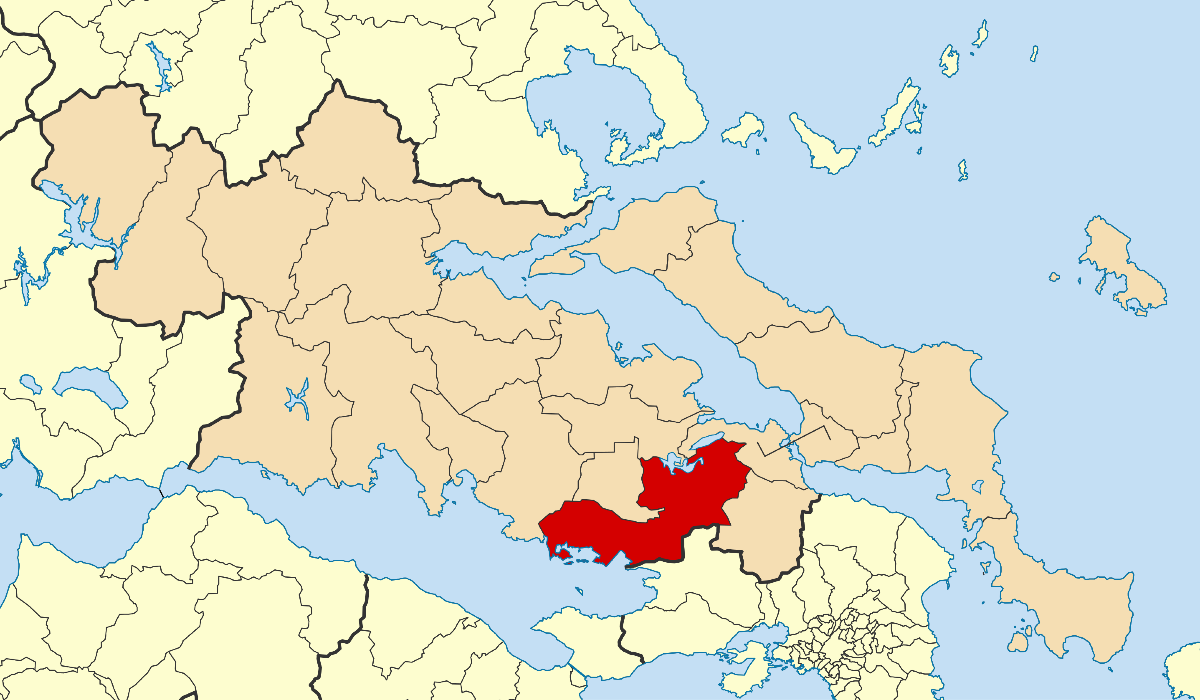
Dème de Thèbes à la suite de la réforme Kallikratis (2010).

Durant le millénaire romano-byzantin, Thèbes est christianisée à partir du IIe siècle ; la légende ecclésiastique affirme qu'elle aurait été évangélisée par saint Luc l'évangéliste lui-même, qui serait originaire de Béotie, y aurait fondé les premières communautés chrétiennes et y serait inhumé. Mais les invasions et les pillages des Goths au IVe siècle et des Slaves au VIe siècle l'affaiblissent : la cité se dépeuple et n'est plus qu'une bourgade agricole. Cependant elle connut une nouvelle période faste au IXe siècle, devenant le siège du thémarque de Grèce centrale et un important centre artisanal et commercial.
En 1040, elle fut ravagée par les Bulgares, puis prise par les Normands en 1146. Roger de Sicile y fit capturer des soyeux qu'il amena avec lui à Corfou et en Sicile, introduisant ainsi en Occident l'industrie de la soie.
En 1205, elle échut à Boniface de Montferrat qui la céda à Othon de la Roche. Thèbes devint alors capitale du duché d'Athènes.

### Occupation ottomane
Du temps de la Grèce ottomane, Thèbes fut supplantée par sa voisine Livadia.

### Périodes récentes
La Grèce est libérée du joug ottoman en 1830. Depuis le début du XXe siècle, Thèbes est un centre industriel et commercial sur le chemin de fer reliant Athènes à Thessalonique et, depuis les années 1985-90, sur l'autoroute A1.

## Mythologie

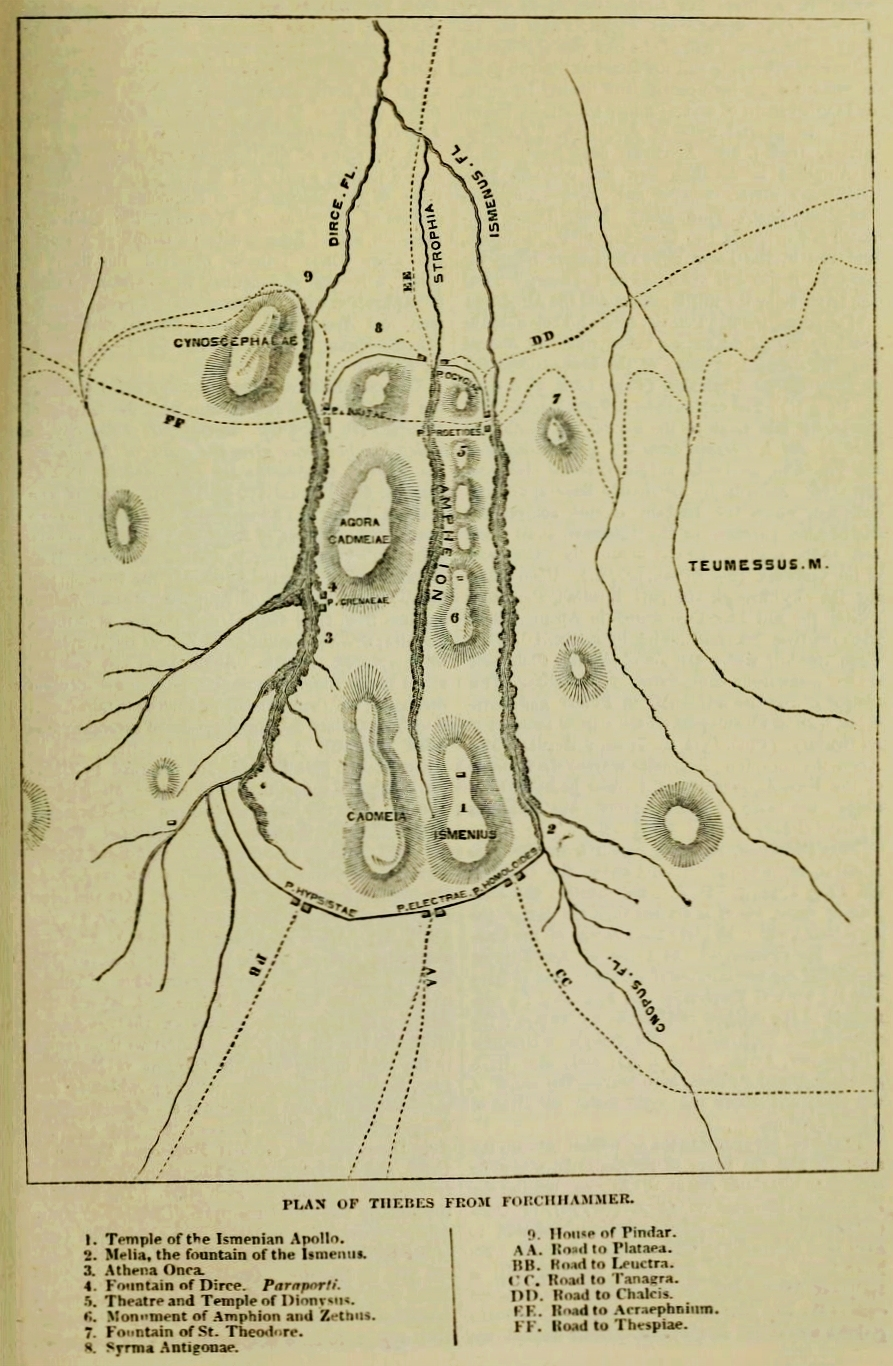
Tentative de reconstitution du plan de la Thèbes antique dans la Dictionary of Greek and Roman Geography dirigé par W. Smith en 1854.

### Fondation

#### Cadmos
Selon la légende, Zeus tomba un jour amoureux d’Europe, fille du roi phénicien Agénor et de la reine Téléphassa. Pour éviter la jalousie de son épouse, Héra, Zeus prit l’apparence d’un taureau blanc, puis enleva Europe et l’emmena jusqu’en Crète. Agénor envoya alors ses fils à sa recherche, avec ordre de ne pas revenir avant de l’avoir retrouvée. Téléphassa elle-même les accompagna.
Après un long et vain périple qui l’avait conduit à Rhodes et en Thrace, l’un des fils, Cadmos, arriva en Phocide. Il se rendit à Delphes pour demander conseil à la Pythie. Celle-ci lui ordonna de renoncer à ses recherches, de suivre la première vache qu’il rencontrerait et de fonder une ville là où elle s’arrêterait. Cadmos obéit, et la vache le mena jusqu’en Béotie. Cadmos décida alors de la sacrifier à Athéna. Il envoya plusieurs de ses compagnons chercher de l’eau pour le sacrifice, mais un dragon les massacra presque tous.
Cadmos, furieux, le combattit et le tua. Athéna lui apparut alors et lui conseilla de semer les dents du dragon. À l’endroit où il sema les dents, des hommes armés surgirent de terre. On les appela Spartes ou Spartoi, « hommes semés », en raison de la manière dont ils avaient été créés. Cadmos, surpris de leur apparition, leur jeta une pierre et chacun croyant que la pierre avait été lancée par un des autres, ils s’entre-tuèrent. Seuls cinq survécurent : Échion, Udéos, Chthonios, Hypérénor, et Péloros. Cadmos fonda avec eux une ville du nom de Cadmée, là où ne se trouvaient auparavant que quelques bourgs épars.

#### Thèbes
Bien des années plus tard, Amphion et Zéthos tuèrent leur oncle Lycos, le régent de la cité, et prirent le pouvoir. Ils bâtirent alors une autre ville, en dessous de la Cadmée, et ils fortifièrent le tout en érigeant autour un rempart percé de sept portes. Ils nommèrent cette deuxième ville Thèbes, en l'honneur de Thébé, une nymphe, fille du dieu-fleuve Asopos, qui coulait près de la cité. La légende veut que pour bâtir le mur, Zéthos soulevait péniblement les pierres, alors qu'Amphion les soulevait sans peine, uniquement grâce au son de sa lyre.

### Mythes associés

#### Évènements
- À la suite des crimes d’Œdipe (meurtre de son père et mariage incestueux avec sa mère), une épidémie de peste s’abattit sur la ville. Lorsqu'on demanda conseil au devin Tirésias, celui-ci annonça que pour libérer la ville de l’épidémie, un descendant des Spartes devait se sacrifier. Ménécée se jeta alors du haut des remparts.
- Au cours de la guerre des sept chefs, Polynice attaqua la ville avec ses alliés pour récupérer le trône détenu par son frère Étéocle. L’attaque s’acheva par la mort de tous les attaquants, hormis Adraste, qui réussit à fuir grâce à la rapidité de son cheval, Arion.
- Les Épigones, fils des sept chefs, attaquèrent la ville des années plus tard pour venger leurs pères. Ils prirent la ville, tuèrent Laodamas, fils d’Étéocle, et mirent Thersandre, fils de Polynice, sur le trône.
- Thersandre, roi de Thèbes à l’époque de la guerre de Troie, fut tué par Télèphe, roi de Mysie, lorsque les Grecs attaquèrent par erreur la Mysie en croyant qu’il s’agissait de la Troade. Son fils Tisamène n’étant pas en âge de gouverner, la régence fut confiée à Pénélée, qui fut tué en Troade par Eurypyle, fils de Téléphe.

#### Personnages
- Actéon, petit-fils de Cadmos, qui fut mangé par ses propres chiens.
- Sémélé, fille de Cadmos, qui fut séduite par Zeus et qui engendra Dionysos.
- Les frères Nyctée et Lycos, qui furent régents de la ville.
- Les jumeaux Amphion et Zéthos, qui fondèrent la deuxième partie de la ville.
- Héraclès y naquit, son père Amphitryon s’étant réfugié à Thèbes après avoir été exilé ; à la suite d'une victoire contre les Myniens, Créon lui donne sa fille aînée, Mégara.
- Œdipe, qui délivra la ville du Sphinx, tua son père Laïos, et épousa sa mère Jocaste.
- Antigone (fille d'Œdipe).

#### Monstres
- Le Sphinx, qui dévorait tous ceux qui ne trouvaient pas la solution à son énigme.
- Le renard de Teumesse, qui dévorait chaque mois un enfant thébain.

### Rois légendaires de Thèbes
- Ogygès, fondateur de la cité.
- Cadmos, fondateur de la cité, selon d'autres sources.
- Penthée, petit-fils du précédent, il écarte son oncle du pouvoir et devient roi.
- Polydore, oncle du précédent, il devient roi à la mort de celui-ci.
- Nyctée, beau-père du précédent, il devient régent à la mort de Polydore.
- Lycos, frère de Nyctée, qui lui confie la régence.
- Labdacos, fils de Polydore, il accède au trône une fois adulte.
- Lycos, à nouveau régent à la mort de Labdacos.
- Amphion et Zéthos, petit-fils de Nyctée et fils de Zeus, ils tuent Lycos et prennent le pouvoir.
- Laïos, fils de Labdacos, il est chassé de Thèbes par les précédents et récupère le trône à leur mort.
- Créon, beau-frère du précédent, il récupère le trône à sa mort.
- Œdipe, fils et meurtrier de Laïos, il ignore son ascendance et devient roi pour avoir débarrassé la ville du Sphinx.
- Étéocle, fils du précédent.
- Créon, devient régent à la mort d’Étéocle et de son frère Polynice.
- Laodamas, fils d'Étéocle, il devient roi une fois adulte.
- Thersandre, cousin du précédent, il attaque la ville et prend le pouvoir.
- Pénélée, devient régent à la mort de Thersandre.
- Tisamène, fils de Thersandre, il devient roi une fois adulte.
- Autésion (en), fils du précédent.
- Damasichthon (en), petit-fils de Pénélée, il devient roi après le départ d’Autésion.
- Ptolémée (en), fils du précédent.
- Xanthos, fils du précédent ; à sa mort, les Thébains abandonnèrent le système monarchique.

### Rois historiques de Thèbes
Aucun nom de roi historique ayant régné sur la cité de Thèbes ne nous est parvenu, faute de sources. En revanche, nous savons que la cité, à l'instar de toutes les autres poleis grecques, a bien connu un régime monarchique à haute époque. En effet, Thèbes est dirigée par un roi (basileus) durant les âges dits « obscurs » (époque haute-archaïque). La royauté y est abolie au cours du VIIIe siècle av. J.-C. (aux alentours de -728), après une lutte entre le roi et l'aristocratie de guerriers qui l'entourait. Elle est remplacée par un régime oligarchique : le pouvoir n'est plus détendu par une seule personne (le roi), mais par un petit groupe d'individus formant une classe dominante. Cette caste réduite est exclusivement issue des grandes familles aristocratiques de la cité. Le régime se libéralisera à partir de l'époque classique. Ce schéma est celui qu'ont suivi la majorité des cités de la Grèce antique.

## Musée archéologique de Thèbes
Le musée archéologique de Thèbes, ouvert en 1962, a été agrandi et réaménagé en 2016.

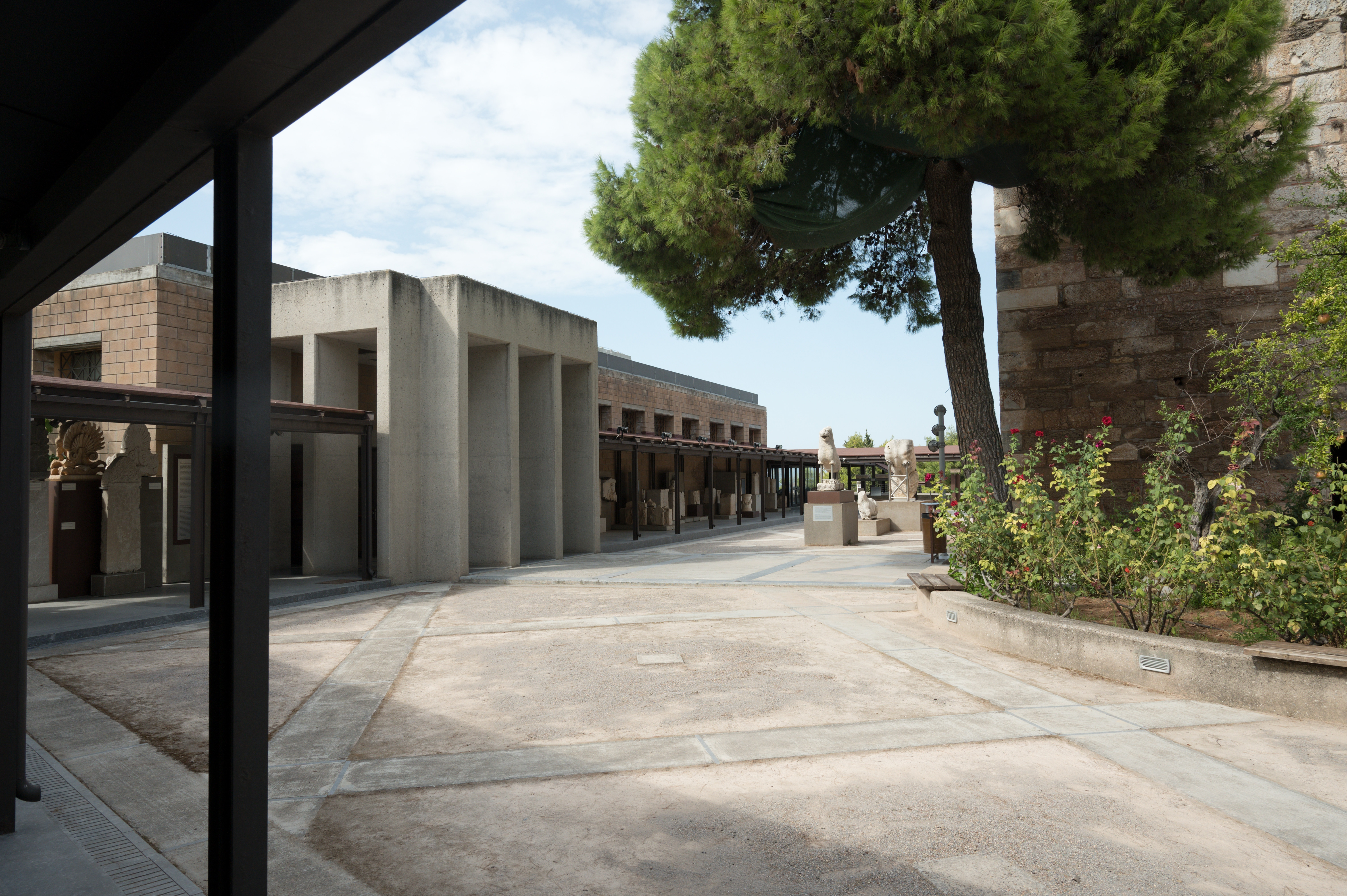
Entrée du Musée archéologique de Thèbes.
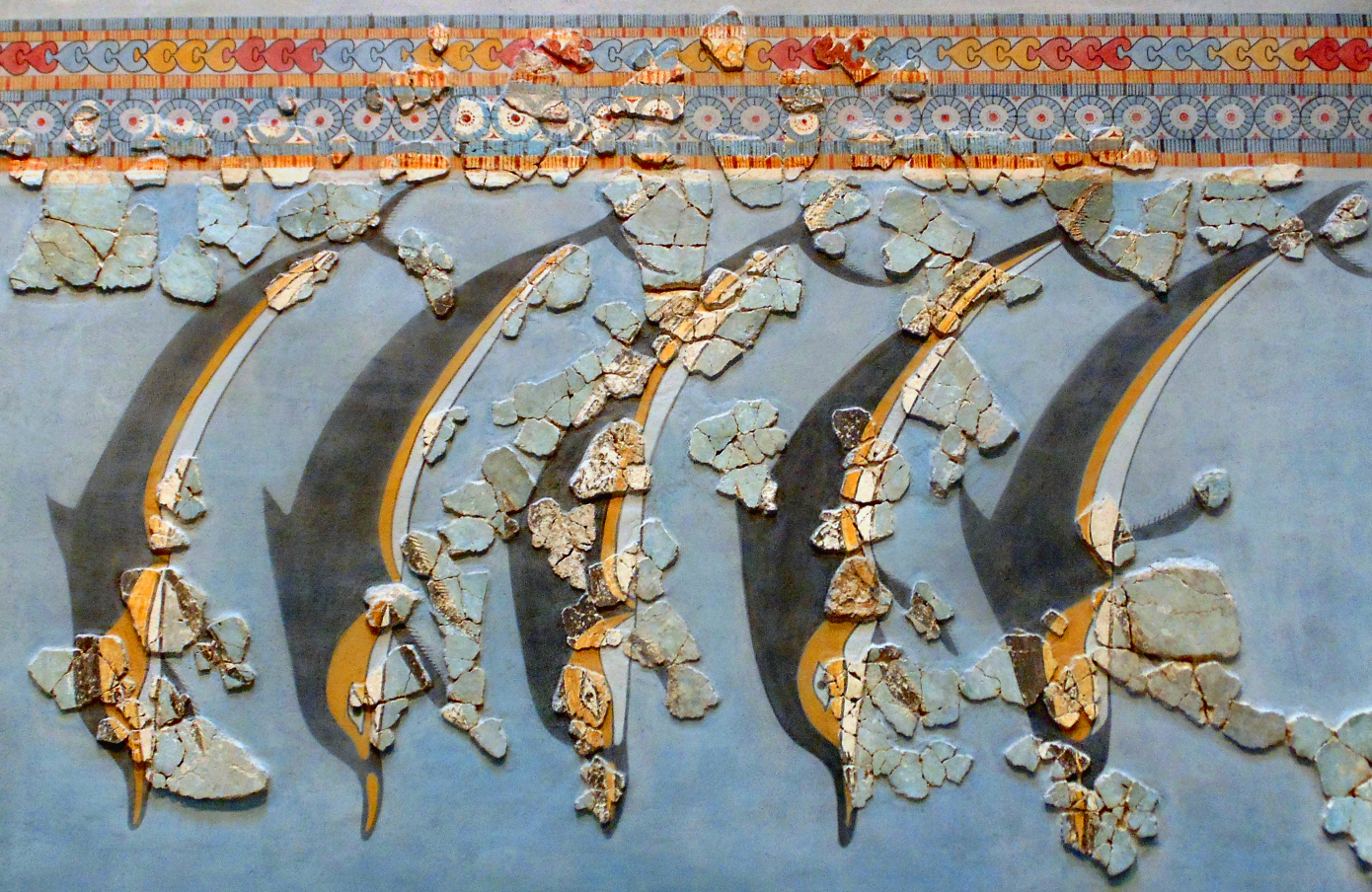
Fresque des dauphins. Forteresse de Gla.
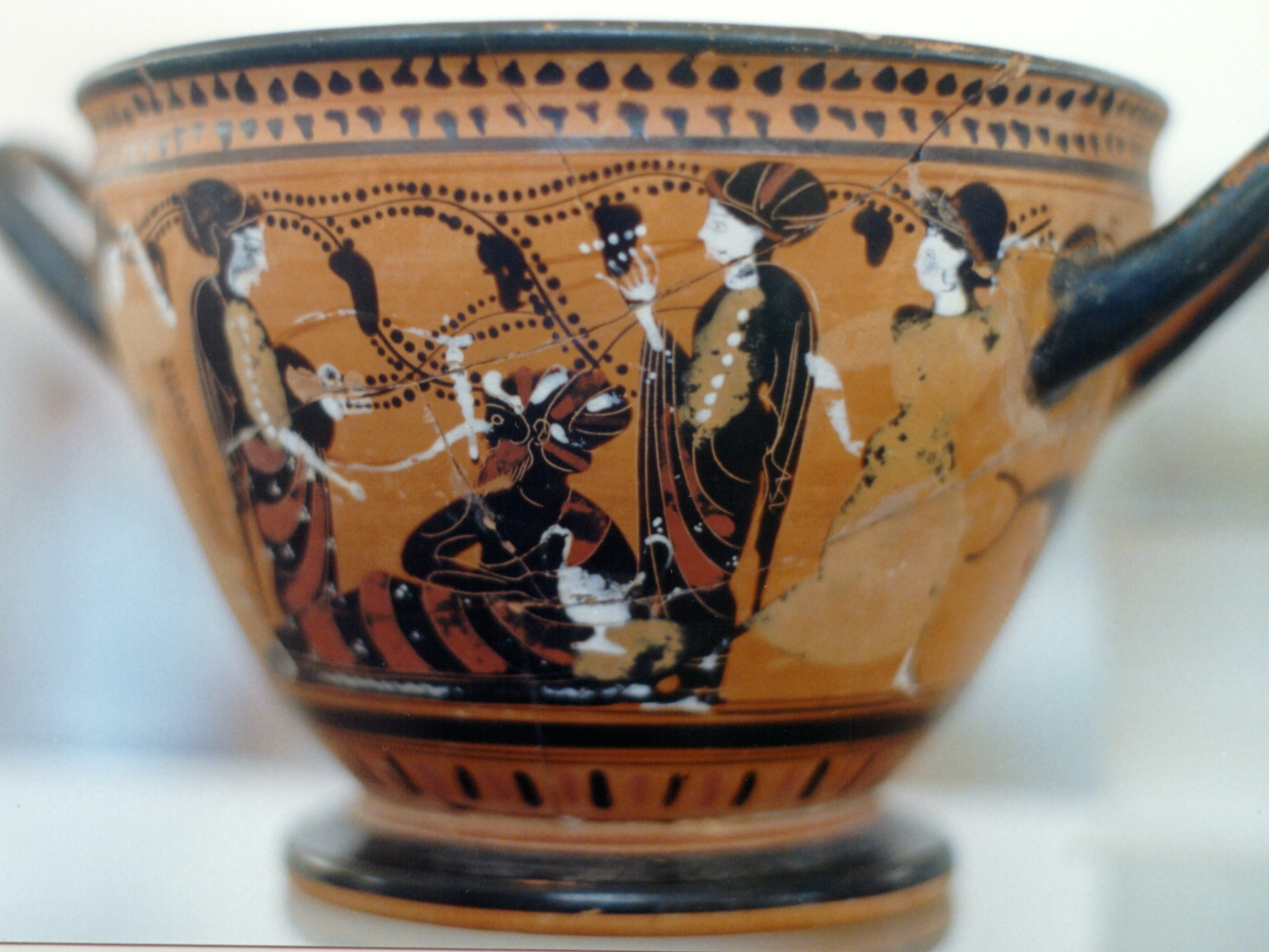
Coupe à figures noires. Dionysos en turban parmi des musiciennes, vers -520 /-500.
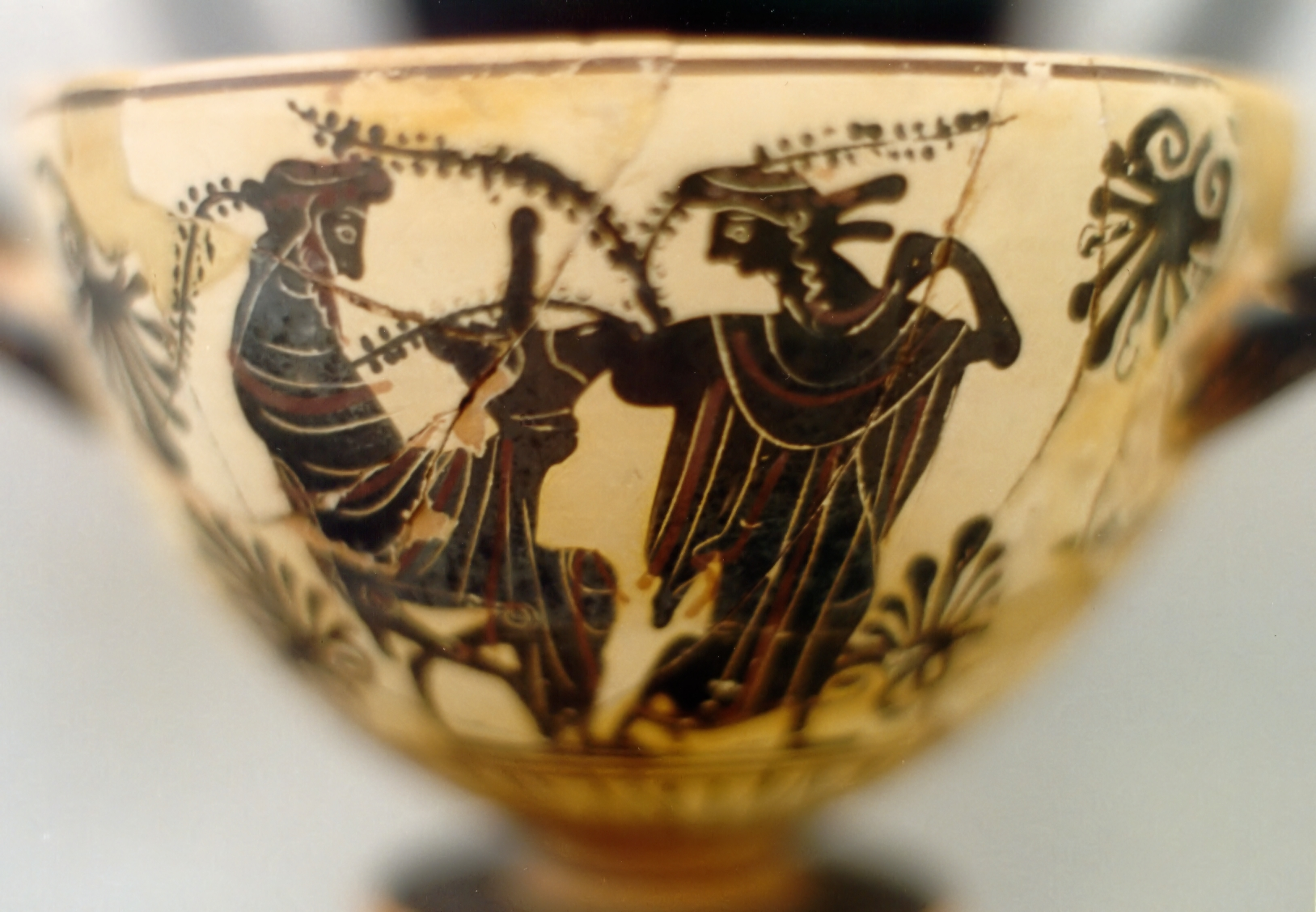
Skyphos à figures noires. Dionysos et une ménade. Dionysos tient une coupe phallique. Ritsona, tombe 18, vers -500.
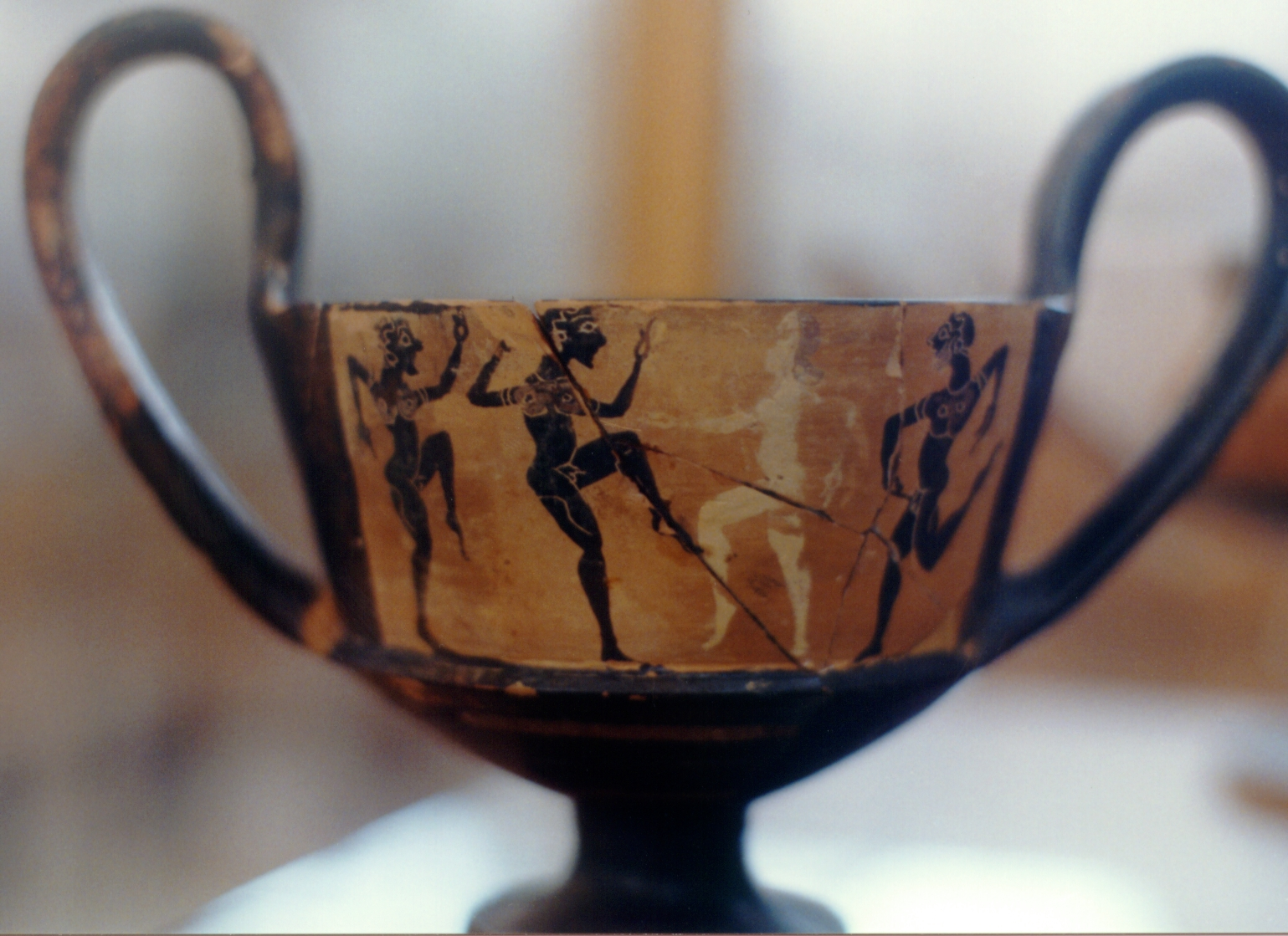
Canthare à figures noires avec une scène de danse d'hommes et de femmes.